# Hỗn hống natri
Hỗn hống natri, ký hiệu là Na(Hg), là hợp kim của 2 kim loại thủy ngân và natri. Thuật ngữ hỗn hống được sử dụng cho hợp kim, hợp chất liên kim và dung dịch (cả dung dịch rắn và dung dịch lỏng) mà nguyên tố thủy ngân đóng vai trò như một thành phần chính. Hỗn hống natri thường được sử dụng trong các phản ứng như một chất khử mạnh với các tính chất điều tiết tốt hơn so với natri rắn. Khi cho phản ứng với nước thì hỗn hống ít nguy hiểm hơn. Trên thực tế hỗn hống thường được sử dụng như một thể vẩn lỏng.

## Cấu trúc và thành phần
Không có công thức cụ thể nào được gán cho "hỗn hống natri". Na5 Hg8 và Na3Hg là các hợp chất được xác định rõ. Trong hỗn hống natri, khoảng cách Hg-Hg được mở rộng lên khoảng 5 Å so với 3 Å đối với thủy ngân tinh khiết. Thông thường hỗn hống được phân loại theo phần trăm trọng lượng của natri. Hỗn hống 2% Na là chất rắn ở nhiệt độ phòng, trong khi một số hỗn hống loãng hơn ở dạng lỏng.

## Điều chế
Kim loại natri hòa tan trong thủy ngân là quá trình tỏa nhiệt. Do vậy mà sự hình thành hỗn hống natri rất nguy hiểm do quá trình này tạo tia lửa. Quá trình gây ra sự sôi cục bộ của thủy ngân. Vì lý do này, để tạo ra hỗn hống natri, người ta thường tiến hành trong tủ hút và thường được thực hiện bằng các kỹ thuật cách ly không khí (trong buồng thao tác cách ly, glove box), và tổng hợp trong parafin lỏng khan. Hỗn hống natri điều chế trong phòng thí nghiệm bằng cách hòa tan kim loại natri trong thủy ngân hoặc ngược lại. Mua hỗn hống natri từ nơi cung cấp hóa chất.

## Công dụng
Vào thập niên 1880, các sinh viên của nhà hóa học Robert Bunsen là Julius Tafel và Hans Goldschmidt đã tìm ra và giới thiệu hỗn hống này. Hỗn hống natri được sử dụng trong hóa học hữu cơ như một chất khử mạnh và an toàn hơn so với natri. Một ví dụ về việc sử dụng nó là trong phản ứng thoái biến Emde.
Hỗn hống natri được sử dụng trong thiết kế đèn hơi natri. Natri có vai trò tạo màu sắc phù hợp, thủy ngân điều chỉnh các đặc tính điện của đèn.

### Điện phân buồng thủy ngân
Hỗn hống natri là phụ phẩm của quá trình sản xuất clo bằng phương pháp điện phân tế bào thủy ngân theo công nghệ Castner-Kellner. Trong buồng điện phân, nước muối (dung dịch natri chloride đậm đặc) được điện phân giữa cathode là thủy ngân lỏng và anode là titan hoặc than chì. Clo được hình thành ở anode, còn natri hình thành ở cathode hòa tan vào thủy ngân, tạo ra hỗn hống natri. Thông thường hỗn hống natri này được rút ra và phản ứng với nước trong một "buồng phân hủy", tạo ra khí hydro, dung dịch natri hydroxide đậm đặc. Thủy ngân sinh ta lại được tái chế trong suốt quá trình. Về lý thuyết, tất cả thủy ngân sẽ được tái chế hoàn toàn, nhưng trong thực tế chắc chắn một phần nhỏ sẽ bị thất thoát. Do những lo ngại về thủy ngân thoát ra ngoài môi trường, công nghệ sử dụng buồng thủy ngân nói chung đã được các nhà máy thay thế bằng các cathode ít độc hại hơn.